# Karl-Heinz Betz
Karl-Heinz Betz (* 13. Oktober 1946 in Hamburg) ist ein deutscher Biologe und Journalist. Er war mehrere Jahre lang Redaktionsleiter Jagd beim Paul Parey Zeitschriftenverlag.

## Leben
Karl-Heinz Betz schloss sein Studium der Zoologie, Hydrobiologie, Fischereiwissenschaften und Botanik als Diplom-Biologe ab. 1978 wurde er am Fachbereich Biologie der Universität Hamburg mit der Dissertation Zur Taxonomie und Biologie der beiden Isopoden Sphaeroma hookeri Leach, 1814 und Sphaeroma rugicauda Leach, 1814 (Flabellifera) zum Dr. rer. nat. promoviert. Anschließend arbeitete er mehrere Jahre lang als Dozent für Zoologie an der Universität Hamburg.
Als passionierter Jäger schlug Betz dann eine Karriere als Jagdjournalist ein und war sieben Jahre lang Chefredakteur der Fachzeitschrift Jäger. Daran schloss sich eine achtjährige Tätigkeit als Geschäftsführer der Firma Weyer Jagdreisen GmbH an. Von 1997 bis zur Einstellung des Sendebetriebs im Jahr 2001 wirkte er als Chefredakteur des Sparten-Fernsehsenders Seasons, in dessen Sendungen er auch als Moderator auftrat. Ab 2002 war er Chefredakteur von Wild und Hund, der größten Jagd-Zeitschrift im deutschsprachigen Raum, dann als Redaktionsleiter Jagd beim Paul Parey Zeitschriftenverlag zuständig für die drei Zeitschriften Wild und Hund, Deutsche Jagd-Zeitung und Jagen Weltweit. Von November 2011 bis November 2016 war er im Verlag in der Funktion der „Geschäftsentwicklung Jagd“ tätig. Danach ging er in den Ruhestand.
Für eine Artikelserie rund um die Jägersprache wurden Wild und Hund und ihr Chefredakteur 2008 mit dem Ortega-Preis für Jagdkultur ausgezeichnet.
Betz ist Mitglied im Conseil International de la Chasse et de la Conservation du Gibier (CIC), dem Internationalen Rat zur Erhaltung des Wildes. Außerdem engagiert er sich in der Ausbildung der Jungjäger und im Prüfungsausschuss für die Jägerprüfung.
Seine jagdlichen Erlebnisse schilderte Karl-Heinz Betz in dem Buch Weidwerk nah und fern. Jagdgeschichten von vier Kontinenten (1997). Neben der Jagd, zu der für ihn selbstverständlich auch die Führung von Jagdgebrauchshunden gehört, beschäftigt er sich mit Angelfischerei, Ornithologie und Fotografie.
2017 übersetzte Betz das Buch des berühmten Elefantenjägers Walter D. M. („Karamojo“) Bell „Wanderings of an Elephant Hunter“, das als deutsche Erstauflage im Paul Parey Zeitschriftenverlag erschien.
2020 folgte die von ihm übersetzte deutsche Erstauflage von John Howard Taylors „Pondoro: Last of the Ivory Hunters“, die ebenfalls im Paul Parey Zeitschriftenverlag erschien.